# Hydrophis ornatus
Hydrophis ornatus ist eine Seeschlangenart aus der Gattung der Ruderschlangen (Hydrophis).

## Merkmale und Lebensweise
Die Schlangen haben einen großen Kopf mit einem Präoculare und zwei Postocularia. Die Schlangenbeschuppung ist ventral gelblich bis weiß und dorsal grau-oliv bis weißlich mit dunkelbraunen Streifen oder Flecken. Die dunklen Stellen sind dabei dorsal deutlich breiter als die weißen. Eine ähnlich aussehende Art ist Hydrophis fasciatus.
Hydrophis ornatus ist wie andere Seeschlangen giftig.
Ihr Habitat (Lebensraum) sind Korallenriffe, trübe Küstengewässer und Flussmündungen, wo sie in einer Tiefe bis etwa 22 m vorkommen.
Die Art ist vivipar (lebendgebärend). Die Weibchen bekommen 2 bis 5 Jungschlangen mit jeweils einer Größe von 19 bis 34 cm.
Die Seeschlangenart ernährt sich von Fischen.

## Verbreitungsgebiet und Gefährdung
Die Art ist hauptsächlich in Südostasien verbreitet. Sie findet sich an Küsten im Persischen Golf, Indischen Ozean, Südchinesischen Meer und rund um den indoaustralischen Archipel. Die Seeschlangen landen manchmal als Beifang in Schleppnetzen. Die IUCN stuft die Art dennoch aufgrund ihres großen Verbreitungsgebietes als nicht gefährdet ein.

## Systematik
Die Art wurde 1842 von dem britischen Zoologen John E. Gray unter dem Taxon Aturia ornata erstbeschrieben.

### Synonyme
In der Literatur zu findende Synonyme sind zeitlich sortiert u. a.:
- Hydrophis ornata Günther, 1864
- Hydrophis lamberti Smith, 1917
- Chitulia ornata Kharin, 2005

### Unterarten
Es werden drei Unterarten unterschieden:
- Hydrophis ornatus godeffroyi (Peters, 1873)
- Hydrophis ornatus maresinensis (Mittleman, 1947)
- Hydrophis ornatus ornatus (Gray, 1842)

Die Unterart H. o. godeffroyi wurde nach Johann Cesar Godeffroy (1813–1885) benannt, einem deutschen Kaufmann der 1861 in Hamburg das naturkundliche Museum Godeffroy gründete.